# Everleigh
Everleigh – wieś w Anglii, w hrabstwie Wiltshire. Leży 24 km na północ od miasta Salisbury i 113 km na zachód od Londynu.